# Proranus ambitus
Proranus ambitus är en insektsart som beskrevs av Kramer 1966. Proranus ambitus ingår i släktet Proranus och familjen dvärgstritar. Inga underarter finns listade i Catalogue of Life.